# John Bowes-Lyon
John Herbert "Jock" Bowes-Lyon (født 1. april 1886, død 7. februar 1930) var en britisk diplomat og den næstældste bror til Elizabeth Bowes-Lyon (1900 – 2002), der blev gift med kong Georg 6. af Storbritannien. Efter kong Georg 6.'s død i 1952 var Elizabeth Bowes-Lyon kendt som dronningemoderen frem til hendes død i 2002. John Bowes-Lyon var morbror til dronning Elizabeth 2. af Storbritannien (1926–2022) og Prinsesse Margaret, grevinde af Snowdon (1930–2002).

## Forfædre
John Bowes-Lyon var søn af lady Cecilia Bowes-Lyon (født Cecilia Nina Cavendish-Bendtinck) og efterkommer af de britiske premierministre William Henry Cavendish-Bentinck, 3. hertug af Portland og William Cavendish, 4. hertug af Devonshire.

## Familie
John Bowes-Lyon var gift med Den ærede Fenella Hepburn-Stuart-Forbes-Trefusis (1889–1966).
De fik fem døtre. Den næstældste datter blev gift to gange. Hendes andet ægteskab var med Prins Georg af Danmark. I kraft af dette ægteskab blev hun kendt som Prinsesse Anne af Danmark.